# 田辺又右衛門
田辺 又右衛門（たなべ またえもん、1869年1月15日 - 1946年1月20日）は日本の柔術家（不遷流4世・宗家）、柔道家（大日本武徳会範士）。社団法人兵庫県柔道整復師会初代会長。
1886年・翌87年の警視庁武術大会での大勝を機に日の出の勢いとなった新興の講道館柔道が各地に根付く柔術各派を圧倒し、在京の各派の多くが講道館の軍門に下る中、それでも一部の流派が講道館に挑み続けてその急先鋒と云われたのが不遷流出身の田辺であった。
得意の寝技を以って講道館四天王の山下義韶や大豪・戸張滝三郎を破るなどし、富田常次郎、横山作次郎、西郷四郎など並居る講道館の重鎮たちが田辺との試合を避けてきた史実から、“講道館が最も恐れた男”として伝説的な存在となっている。

## 経歴
不遷流3世・田辺虎次郎の長男として岡山県長尾町（のちの倉敷市長尾）に生まれる。1869年1月15日（明治2年）生まれ。「又右衛門」の名は荒木又右衛門に因み名付けられた。9歳の時に祖父である不遷流2世・貞治より柔術を学び、1884年1月に15歳で目録、翌85年1月に16歳で免許、約2年置いて1886年の12月に17歳で免許皆伝となった。
この頃から柔術家との試合や柔術相撲の実戦で鍛え上げ、投技よりも寝技（とりわけ絞技と関節技）を得意とした。これは、投技では検証（審判）のさじ加減により技の効果が認められない場合があるが、寝てからの極め技であれば相手が自ら降参の意思表示をする事になるので、検証の依怙贔屓（えこひいき）が通ぜず、明瞭に決着がつくためだったという。
寝技を以って後に負け知らずとなる田辺だったが、その技術が確立されるキッカケになったのは一つの敗北体験であった。すなわち、17歳の時に神田川という体が田辺の2倍もある力士と戦い、相手の体が大き過ぎて掴まえても足を引っ掛けてもスルスルと外され、終に抱え出されてしまったという。田辺によれば「（この敗北から）色々と工夫を積み重ねて“鰻の抑え方”という新手を考案した。鰻を急に手で抑えようとしてもツルリと逃げられてしまうが、鰻にそっと手を掛け、動かせておいて、“ここだ”という時にしっかり抑えると掴まえる事が出来る。寝技もこの呼吸でやると絞める事も逆を取る（関節を極める）事もできる」「蛇が蛙を飲む事も学んだ。蛇は蛙を飲む時に一飲みにはせず、先ず片足を咥えて蛙の足が痺れるのを待ち、そこからジワジワと両足、胴体を飲み込んでいく。これで絶対に蛙は逃げられず、この要領を寝技に応用した」との事。
父の虎次郎と共に各地にて柔術指導を行った後、1890年11月には同じく岡山県出身で竹内流を学んだ金谷仙十郎（旧姓：片岡）の推挙により警視庁の柔術世話係に着任。
金谷は小柄な体格ながら独特の巴投や寝技に長じ、講道館系の警視庁柔術世話係を相手にその実力を誇示していたが、次第に形勢が不利になると援軍として自分より4,5歳若くて負け知らずの田辺や起倒流の今井行太郎、竹内流の大島彦三郎を援軍として招いた、というのが経緯であった。
東京での田辺の初陣は体格で自分よりはるかに勝る講道館の戸張滝三郎で、試合では田辺が寝技に誘い込んで絞技で戸張を参らせ、瞬く間に「田辺又右衛門強し」との評判が広まった。警視庁には以後10年間在籍する傍ら各学校にて柔道教師も務め、この間、広岡勇司、岩崎法賢、千葉兵造といった講道館で名を馳せた猛者連を全く相手にせず鎧袖一触。
田辺はこのほか多くの講道館柔道家に挑戦状を叩きつけるが、“鬼横山”こと横山作次郎は田辺の再三の挑戦に応ぜず、西郷四郎も田辺の元を訪れて会っているが田辺との稽古は避け、山下義韶は田辺に1度敗れてからは再戦する事は無く、永岡秀一とは引き分け、富田常次郎は最初から試合を敬遠するなど、1890年代から1900年代に掛けての講道館はその礎を盤石なものとしながら田辺1人の飽くなき挑戦に手こずり、館長の嘉納治五郎を大いに悩ませたという。
なお、前述の戸張とは都合3度戦っていずれも田辺が絞技で勝利したが、田辺は「戸張など見上げたものだ。負けてもまた挑戦してきた。他の連中は私に負けると二度と試合をする勇気がなかった」と、他の柔道家を引き合いに出しながら戸張だけはその不屈の精神を称賛している。
また、田辺の戦績として特に有名なのが2歳年下の磯貝一との3度に渡る勝負であった。
1度目は京都で行われて田辺が立ち技本位の磯貝を寝技に引き込んで終始優勢のまま引き分け、2度目は福岡で行われてこれも引き分けに終わったが僅かに田辺優位のまま試合を終えている。
3度目の勝負は1899年秋に岡山市で開かれた武術大会であった。
今度こそ磯貝を仕留めんと自信に満ちた田辺だったが、磯貝は講道館の中でも特に寝技に長けた佐村嘉一郎を相手に連日寝技の猛特訓を重ねており、試合は申し合わせたように最初から寝技に展開した。田辺はいつもの鰻と蛙の戦略で関節技に極める目論見だったが、見違える程に寝技技術を向上させた磯貝はこれを防ぎ切り、田辺は自分で引き込みながら次第に窮地へ陥っていったという。
田辺の焦りは誰の目にも明らかで、これを観ていた古流の柔術家達は「検証、時間がきとる。引き分けだ！」と怒鳴り立てたが、観衆らはこれに「まだ時間じゃない、やらせろ！」と返して会場は白熱し、試合は両者が絡み合ったまま試合場の角から転げ落ちた所で引き分けが宣せられた。磯貝の猛稽古もさる事ながら、この時の田辺は痔を患っていた事も劣勢に立たされた一因と云われている。

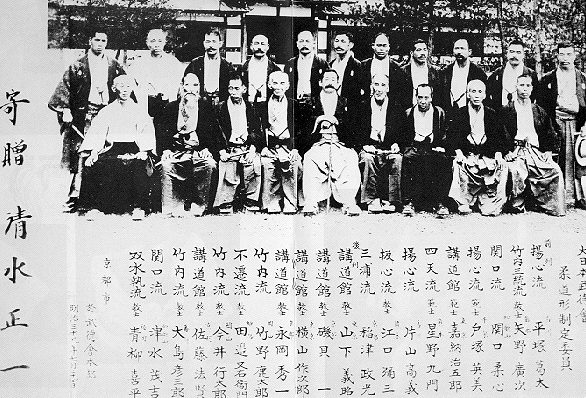
大日本武徳会制定委員の面々
（上段中央やや半身の人物が田辺）

岡山市は田辺の生まれ故郷でありその勇名は県下に轟いていた中にあって、若い磯貝に一方的に攻め込まれて田辺が苦戦した評判が、岡山はおろか遠く関西一円や九州にまで広まるのに多くの時間は掛からなかった。この試合の後に講道館柔道は益々躍進するのに対し古流柔術は鳴りを潜めていく事となり、柔道・柔術の歴史上、双方にとってこの試合が天下の分け目となった点は特筆される。
ただし、田辺の口述筆記によると、この試合は2度目の対戦であり、田辺が寝技で追い込みながらも、審判をしていた竹内三統流の佐村正明に双方疲れたからと宣言され引き分けにされたのである。田辺が痔で苦戦したのは1906年の試合であり、この対戦についても、講道館に味方する雑誌がさも磯貝が有利だったような話を書いている、田辺が有利だったと証言するものもいた、としている。福岡で行われたのは1908年で、磯貝との最後の試合であった。田辺は「勝たないまでも、堂々と寝技で私と正当の引き分けを取るまでになった」と敬意を表している。
田辺はその後1906年の大日本武徳会における柔術形の制定に際して古流柔術側代表の委員14人の1人としてこの任に当たり、これは一週間にも及ぶ大激論の末に8月8日に完成を見た。同年に柔道教士号を受け、1922年には教職を辞して兵庫県神戸市兵庫区の三川口町に遷武館道場を開いて整復術を営み、大日本武徳会兵庫県支部の教師も務めて1927年には範士号を許された。
凍傷で左手を痛めて試合からは遠ざかったが、不遷流5世として後を継いだ田辺輝夫は1931年に講道館主催の第2回全日本選士権大会で準優勝するなどして後に8段位に列せられている。
柔道評論家のくろだたけしは稀代の柔術家である田辺又右衛門を「柔術家最後の優れた勝負師であった」と評し、講道館を震撼させたその快進撃は富田常雄の小説『姿三四郎』では桧垣源之助のモデルになったとも伝わる。

## 接骨
接骨は父田辺虎次郎と神田連雀町の水谷に就いて修行した。1921年（大正10年）兵庫県で柔道整復師試験を受けた際に、試験官より白紙合格を宣されたほどの技術を持っていた。
社団法人兵庫県柔道整復師会の初代会長を務めた。

## 主な戦績
| 勝敗 | 対戦相手                     | 試合結果                                                 | 大会名                         | 開催年月日         |
| △    | 永吉（宮相撲）               |                                                          | 岡山県邑久郡上寺の大会         | 1882年（明治15年） |
| ○    | 武田斧八（不遷流）           |                                                          |                                | 1884年（明治17年） |
| ○    | 大龍（岡山相撲釘抜部屋関取） | 腕挫で腕を折る                                           | 岡山県河内村中島の柔術角力興行 | 1885年（明治18年） |
| ○    | 四つ車（岡山相撲釘抜部屋）   |                                                          | 岡山県の柔術角力興行           | 1885年（明治18年） |
| ○    | 熊山（岡山相撲釘抜部屋）     |                                                          | 岡山県の柔術角力興行           | 1885年（明治18年） |
| ○    | 神風（岡山相撲釘抜部屋）     |                                                          | 岡山県の柔術角力興行           | 1885年（明治18年） |
| ×    | 神田川（岡山相撲釘抜部屋）   |                                                          | 岡山県の柔術角力興行           | 1885年（明治18年） |
| ×    | 中島（大東流柔術）           |                                                          | 大阪、半田彌太郎の大東流道場   | 1885年（明治18年） |
| △    | 坂田団次                     |                                                          | 曾根崎警察署                   | 1885年（明治18年） |
| △    | 片岡仙十郎（竹内流）         |                                                          | 岡山、片岡平之進の竹内流道場   | 1885年（明治18年） |
| ×    | 片岡仙十郎（竹内流）         |                                                          | 岡山、片岡平之進の竹内流道場   | 1885年（明治18年） |
| △    | 片岡仙十郎（竹内流）         |                                                          | 岡山、片岡平之進の竹内流道場   | 1885年（明治18年） |
| ×    | 坂井真市（不遷流）           |                                                          | 岡山県邑久郡宗三               | 1885年（明治19年） |
| △    | 坂井真市（不遷流）           |                                                          | 岡山県邑久郡宗三               | 1885年（明治19年） |
| ○    | 坂井真市（不遷流）           |                                                          | 岡山県邑久郡宗三               | 1885年（明治19年） |
| ○    | 竹野鹿太郎（竹内流）         |                                                          | 岡山、片岡平之進の竹内流道場   | 1890年（明治23年） |
| ○    | 戸張瀧三郎（講道館柔道）     |                                                          |                                | 1891年（明治24年） |
| ○    | 松田魁輔（真貫流柔術）       |                                                          | 警視庁                         | 1891年（明治24年） |
| ○    | 山下義韶（講道館柔道四天王） | 海老責め                                                 | 警視庁                         | 1891年（明治24年） |
| △    | 山本欽作（戸塚派楊心流）     |                                                          | 麻布警察署                     | 1892年（明治25年） |
| ○    | 戸張瀧三郎（講道館柔道）     |                                                          | 警視庁                         | 1892年（明治25年） |
| ○    | 河野市次（神道北窓流）       |                                                          | 本郷警察署                     | 1892年（明治25年） |
| △    | 今村四三二（神道北窓流）     |                                                          | 品川警察署                     | 不明               |
| △    | 磯貝一（講道館柔道）         | 絞め落とす前に 磯貝から休戦を 申し込まれる。             | 大日本武徳会                   | 1898年（明治31年） |
| ○    | 広岡勇司（講道館柔道）       | 足挫き                                                   | 大日本武徳会                   | 1898年（明治31年） |
| △    | 磯貝一（講道館柔道）         | 審判の佐村正明に 寝技の途中で中断され 引き分けにされる。 | 大日本武徳会                   | 1899年（明治32年） |
| △    | 永岡秀一（講道館柔道）       | 審判の佐村正明に 寝技の途中で中断され 引き分けにされる。 | 大日本武徳会                   | 1890年（明治33年） |
| ○    | 佐藤法賢（講道館柔道）       | 小外刈から絞技                                           | 兵庫県警察部                   | 1905年（明治38年） |
| ○    | 平山宗一郎（神道五心流）     |                                                          | 岡山県                         | 不明               |
| ○    | 磯貝恒久（関口南蛮流）       |                                                          | 宮崎県                         | 不明               |